# Cyprichromis
Genre
Cyprichromis est un genre de poissons de la famille des Cichlidae. Toutes ses espèces sont endémiques du lac Tanganyika.

## Liste d'espèces
Selon FishBase (18 aout 2015) :
- Cyprichromis coloratus Takahashi et Hori, 2006
- Cyprichromis leptosoma (Boulenger, 1898)
- Cyprichromis microlepidotus (Poll, 1956)
- Cyprichromis pavo Büscher, 1994
- Cyprichromis zonatus Takahashi, Hori et Nakaya, 2002

Selon ITIS :
- Cyprichromis leptosoma (Boulenger, 1898)
- Cyprichromis microlepidotus (Poll, 1956)
- Cyprichromis pavo Büscher, 1994
- Cyprichromis zonatus Takahashi, Hori & Nakaya, 2002

## Galerie

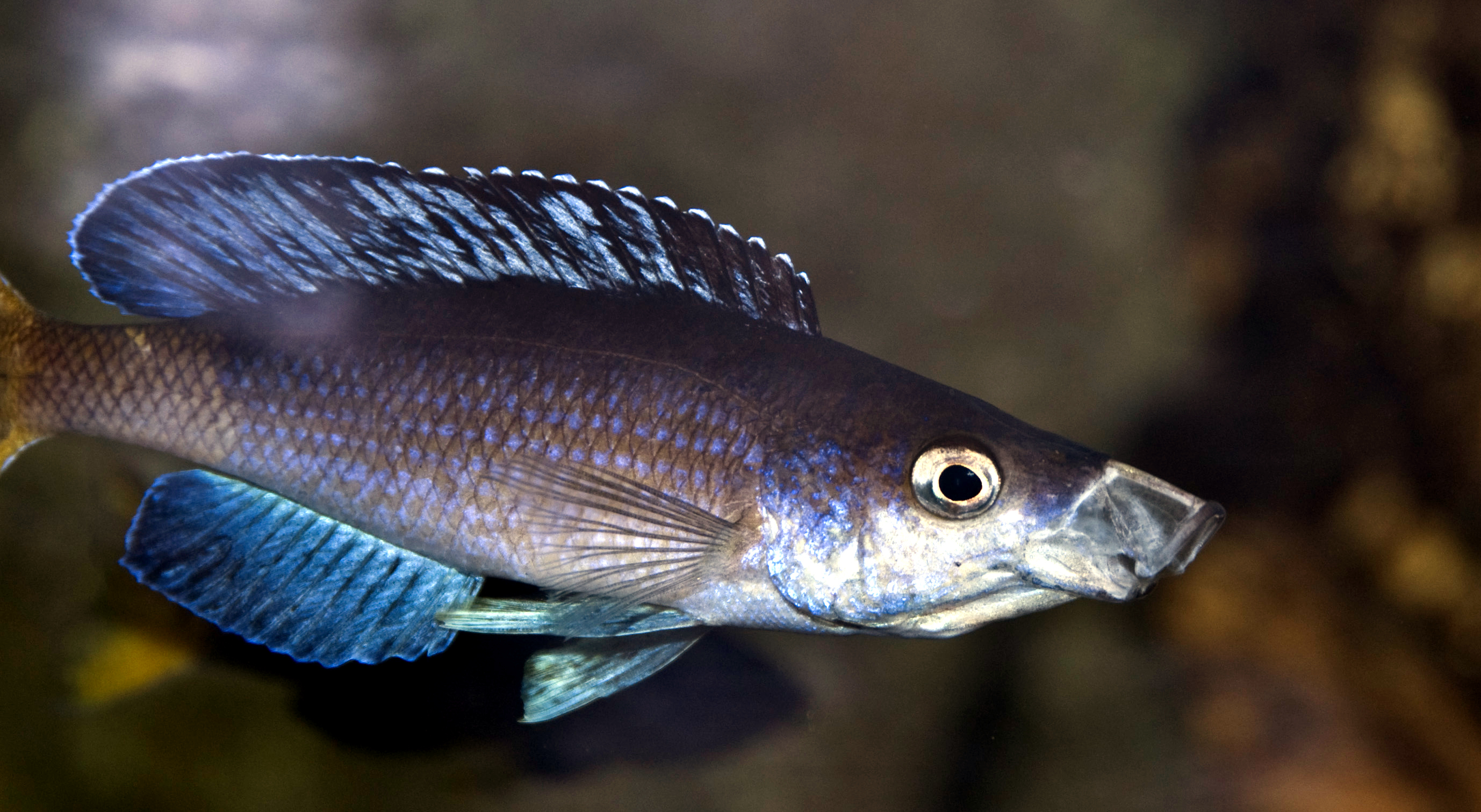
Cyprichromis leptosoma "kitumba" - forme bleue